# El dia que va morir Marilyn

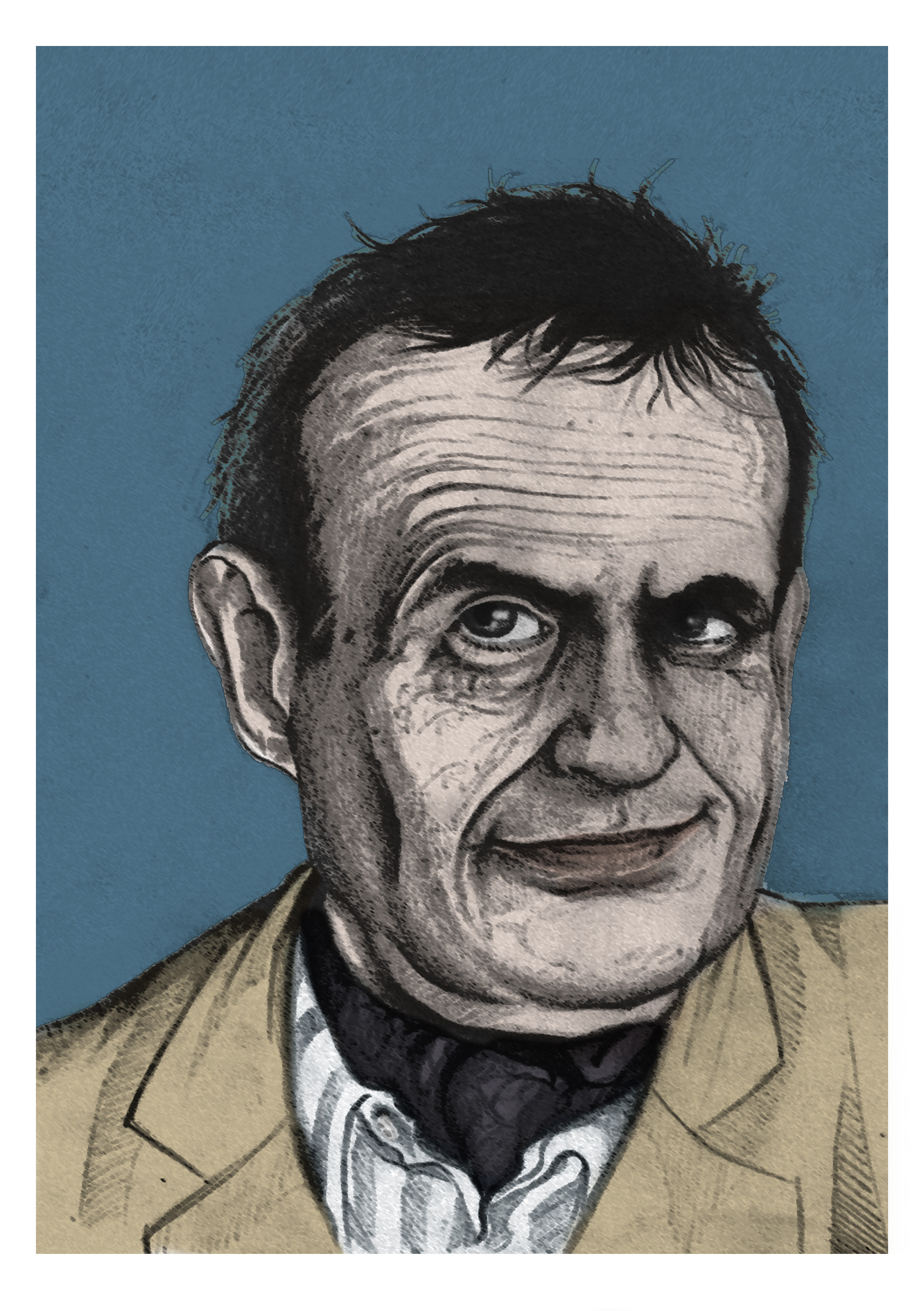
Retrat de Terenci Moix. Il·lustració

El dia que va morir Marilyn és una novel·la de Terenci Moix, publicada originalment el 1969. És l'obra que va consagrar el seu autor, i que el va situar com un dels novel·listes principals de la seva generació. La novel·la va ser rebuda com un manifest generacional, on es combinen la influència de la cultura de masses i el cinema en l'emergent cultura juvenil, la representació literària de la ciutat de Barcelona i el tractament de l'homosexualitat per primera vegada en la literatura catalana. El 1996 se'n va publicar una edició definitiva, revisada per l'autor i prologada per Enric Cassany.

## Argument i estructura
La novel·la narra la història de dues famílies, els Quadreny i els Llovet, el seu procés d'ascensió social des de la menestralia fins a l'alta burgesia —en el marc de la Segona República, la Guerra Civil i el franquisme—, fins a arribar a un dramàtic xoc entre pares i fills durant la mítica nevada del dia de Nadal de 1962.

## Recepció crítica
El dia que va morir Marilyn va obtenir un considerable èxit de públic i de crítica des del moment de la seva publicació. En una enquesta de crítics realitzada per la revista Serra d'Or, la novel·la va ser escollida com la millor novel·la del període 1964-1970. Segons Joan Triadú, la novel·la representa "un anhel col·lectiu i els mites de tota una edat", marcats per "el clam de la manca d'amor i l'interrogant del perquè d'una desfeta"; tanmateix, per a Triadú "la singularitat del problema dels "cadells" —l'homosexualitat— redueix en part la representativitat a benefici d'un interrogant encara més punyent sobre la naturalesa humana".

## Edicions
Terenci Moix va escriure una primera versió de la novel·la en castellà, sota el títol El desorden, que va romandre inèdita. La primera edició en català de la novel·la va ser publicada per Edicions 62 el 1969. Aquesta edició va patir la censura del règim franquista, que va suprimir un bon nombre de passatges en què Moix presenta escenes sexualment explícites o crítiques amb la religió o el franquisme. El 1996 Moix va emprendre una profunda revisió lingüística i estilística de l'obra, que també va restituir els passatges censurats.